# Babinska Reka, Kiustendil
Babinska Reka (în bulgară Бабинска Река) este un sat în comuna Bobov Dol, regiunea Kiustendil,  Bulgaria. 

## Demografie
Componența etnică a satului Babinska Reka
     Bulgari (97,93%)
     Nicio identificare (2,06%)
     Altele (0%)
La recensământul din 2011, populația satului Babinska Reka era de 97 locuitori. Din punct de vedere etnic, majoritatea locuitorilor (97,93%) erau bulgari. Pentru 2,06% din locuitori nu este cunoscută apartenența etnică.